# Taha Baadi
Taha Baadi (* 15. Juli 2001 in Rabat) ist ein marokkanischer Tennisspieler.

## Karriere
Baadi ging in Kanada zur Schule und machte dort seinen Abschluss. Er spielte zwischen 2014 und 2019 auf der ITF Junior Tour. Dort nahm er 2019 dreimal an Grand-Slam-Turnieren teil, wo sein bestes Resultat im Einzel das Viertelfinale bei den French Open war. Er gewann einen Einzel- und zwei Doppeltitel bei niedriger dotierten Turnieren. In der Junioren-Rangliste erreichte er mit Platz 31 seine höchste Notierung.
2019 begann Baadi ein Studium an der Wake Forest University, wo er auch im College Tennis aktiv war. Für sein letztes Studienjahr wechselte er an die University of Kentucky, wo er nach einem Bachelor 2024 auch einen Masterabschluss machte. Er führte in seinem letzten Jahr seine Mannschaft als Kapitän an.
Die ersten Profiturniere spielte er schon 2017; 2019 zog er in die Top 1000 der Tennisweltrangliste ein, nachdem er mehrere gute Resultate auf der ITF Future Tour erzielt hatte. Nach dem Hochschulabschluss erzielte er bessere Ergebnisse und gewann einen Einzel- und zwei Doppeltitel der Future Tour. Auf der ATP Challenger Tour gelang ihm 2022 der erste Matcherfolg in Drummondville gegen Malek Jaziri. Dank einer Wildcard kam Baadi 2025 in Marrakesch auch zu seinem Debüt auf der ATP Tour. Gegen den Spanier Roberto Carballés Baena schied er zum Auftakt ebenso aus wie im Doppel an der Seite von Younes Lalami. Seine Platzierung verbesserte er auf Rang 697.
Anfang 2025 spielte Baadi das erste Mal für die marokkanische Davis-Cup-Mannschaft. In der Partie gegen Simbabwe gewann er sein Match gegen Courtney John Lock.